# Oliver Koletzki
Oliver Koletzki (Braunschweig, 5 ottobre 1974) è un disc jockey e produttore discografico tedesco di musica dance e house.

## Carriera
Koletzki è diventato famoso a livello internazionale con il brano Der Mückenschwarm (in italiano, "la zanzara"), pubblicato con l'etichetta discografica Cocoon Recordings. Molti DJ hanno suonato la sua canzone, permettendo quindi a Koletzki di scalare in fretta le classifiche. Der Mückenschwarm è stato remixato da artisti come Pig & Dan e Dominik Eulberg. Koletzki ha in seguito fondato una propria casa discografica, Stil vor Talent ("Stile dei talenti"), nel settembre del 2005. Il suo album di debutto, Get Wasted, è stato pubblicato nel 2007, seguito da Großstadtmärchen nel 2009, il più apprezzato Lovestoned nel 2010, Großstadtmärchen 2 nel 2012 e I Am OK nel 2014.

## Riconoscimenti
Koletzki è stato scelto come Best Newcomer 2005 nel sondaggio rivolto ai lettori di Groove Magazine, e Der Mückenschwarm è stato scelto come "Traccia dell'anno 2005" dai lettori di Groove e dalla rivista Raveline.

## Discografia
- 2007 – Get Wasted
- 2009 – Großstadtmärchen
- 2010 – Lovestoned
- 2012 – Großstadtmärchen 2
- 2014 – I Am OK
- 2017 – The Arc of Tension
- 2018 – Noordhoek (con Niko Schwind)